# Loy
Loy is een geslacht van weekdieren uit de klasse van de Gastropoda (slakken).

## Soorten
- Loy meyeni Martynov, 1994
- Loy millenae (Martynov, 1994)
- Loy thompsoni (Millen & Nybakken, 1991)